# Аврахов, Григорий Герасимович
Аврахов Григорий Герасимович (5 февраля 1922, Попельнастое, Екатеринославская губерния — 27 августа 2007, Киев) — советский и украинский литературовед, текстолог.

## Биография
Родился 5 февраля 1922 года в селе Попельнастое (ныне в Александрийском районе Кировоградской области Украины).
Участник Великой Отечественной войны.
Окончил Криворожский педагогический институт. Работал в Черкасском педагогическом институте, был деканом филологического факультета. В 1965—1969 годах — заведующий кафедрой украинской литературы, декан филологического факультета Нежинского педагогического института. В 1971—1973 годах — проректор Киевского института культуры.
Умер 27 августа 2007 года в Киеве.

## Научная деятельность
Автор ряда статей о Тарасе Шевченко, среди которых новаторская раскодировка некоторых текстов «Архистих трагической предосторожности и его комментаторы», «Одна из неисследованных поэзий Т. Шевченко» «В пересечении ходила».
Опубликовал ряд статей о Лесе Украинке, исследовал творчество Михаила Старицкого, Елены Пчилки, Ивана Нечуя-Левицкого, Михаила Коцюбинского, Олеся Гончара, Никиты Шумило, Яра Славутича, Любви Забашты, Ивана Чендея, Григора Тютюнника. Автор литературно-критических статей о поэзии постшестидесятников, теоретические основы украинского сонетства, новеллистики.
Отдельные труды печатались в Чехии, Словакии, Великобритании.